# Формула-1 — Гран-прі Туреччини 2010
Гран-прі Туреччини 2010 (офіційно VI Turkish Grand Prix) — автогонка чемпіонату світу «Формули-1», яка пройшла 30 травня 2010 року на автодромі Істанбул Парк, Стамбул, Туреччина. Це була сьома гонка сезону 2010 року.
Переможцем гонки став Льюїс Гамільтон, внаслідок чого здобув 25 додаткових очок. Друге місце посів Дженсон Баттон. Третім перетнув фінішну пряму Марк Веббер, а своє найшвидше коло гонки показав Віталій Петров з часом 1:29.165 на 57 колі.

## Звіт

### Кваліфікація
Хмарно. Сухо. Температура повітря +26 °C, траса +38 °C
Перша сесія пройшла за стандартним сценарієм. Протокол очолив Себастьян Феттель — 1:27.067. Гонщики найсильніших команд проїхали коротку серію на жорсткій гумі, інші в кінці виїхали на м'якій — з подальшої боротьби вибули пілоти нових команд, до яких цього разу приєднався Вітантоніо Ліуцці.
Протокол другої сесії знову очолив Феттель — 1:26.729, у фінальну десятку не потрапили Сутіл, Алонсо, де ла Роса, Буемі, Барікелло, Альгерсуарі та Хюлкенберг. Росіянин Віталій Петров вперше цього року пройшов у фінал. Після закінчення сесії Хайме Альгерсуарі зупинив машину на трасі, і маршалам довелося її евакуювати.
У кінці третьої сесії на вирішальному швидкому колі Міхаель Шумахер не втримав машину у восьмому повороті, вилетівши в гравій — з'явилися жовті прапори і гонщики, що їхали слідом не змогли поліпшити свої результати.
Поул завоював Марк Веббер — третій поспіль, четвертий у цьому сезоні, і п'ятий у кар'єрі. У кваліфікації у Red Bull цього року поки що виходить абсолютно всі — сім поулів із семи.

### Перегони
Хмарно. Сухо. Температура повітря +28 °C, траса +47-37 °C
Гонщики вже шикувалися на стартовому полі, а в боксах Virgin тривало обслуговування боліду Лукаса ді Грассі — механіки боролися з витоком масла у щойно встановленому новому моторі, в результаті бразилець стартував з піт-лейн.
Марк Веббер зберіг перевагу поула в першому повороті, Феттель випередив Гамільтона, але скоро Льюїс повернув другу позицію, а Баттон — четверту, випередивши Міхаеля Шумахера, який обігнав його на старті. Перші дев'ять гонщиків знову зайняли місця, що відповідали стартовому протоколу. На першому колі Хюлкенберг і Буемі побували в боксах, Себастьєну замінили пошкоджену гуму.
Ситуація стабілізувалася. Гамільтон пресингував Веббера, але машини суперників були швидкі на різних ділянках траси, і, скорочуючись на одних секторах, відрив збільшувався на інших, складаючи в середньому близько п'яти десятих.
На 11-му колі Кобаясі і Барікелло провели піт-стоп, на 12-му — Алонсо, на 13-му — Петров, Сутіл і де ла Роса, на 14-му Кубіца, Масса та Ліуцці, на 15-му — Феттель і Шумахер, на 16-му — Веббер і Гамільтон. Марк повернувся на трасу лідером, а Льюїс після невеликої затримки в боксах виїхав позаду Феттеля.
Останнім з лідируючої групи бокси, на 17-му колі, відвідав Дженсон Баттон. Перша десятка після піт-стопів: Веббер — Феттель — Гамільтон — Баттон — Шумахер — Росберг — Кубіца — Масса — Петров — Алонсо.
Гонщики Red Bull Racing і McLaren їхали щільною групою — Веббера і Баттона розділяли 2.5 секунди, настільки ж невеликі відриви були в групі Росберг — Кубіца — Масса — Петров, яку наздоганяв Алонсо, але можливості для атаки не було.
На 24-му колі з'явилася інформація про можливий дощ — до автодрому наближалася хмара, асфальт почав остигати.
На 31-му колі Барікелло обігнав Хюлкенберга у боротьбі за 16-е місце, а Сенна — Лукаса ді Грассі в боротьбі за 22-е.
На 35-му колі Ярно Труллі зупинив машину на трасі, колом пізніше — Хейкі Ковалайнен зупинився в боксах — подвійний схід Lotus.
Ситуація в лідируючій групі довго залишалася стабільною, поки на 40-му колі Феттель не зважився атакувати Веббера — в 12-му повороті гонщики зіткнулися, Себастьян вибув з боротьби, а Марк вирушив в бокси для заміни носового обтічника. Відрив від суперників був досить великий, і австралієць повернувся на трасу третім, позаду гонщиків McLaren.
Перша десятка на 45-му колі: Гамільтон — Баттон — Веббер — Шумахер — Росберг — Кубіца — Масса — Петров — Алонсо — Кобаясі.
На 46-му колі впали перші поодинокі краплі дощу, але асфальт залишався сухим. На 49-му Баттон атакував і пройшов Гамільтона, але через пару поворотів Льюїс повернув позицію. Команда повідомила гонщикам про критично низьку кількість палива, і боротьба припинилася.
На 50-му колі Бруно Сенна вибув з боротьби, зупинивши машину в боксах. На 54-му Алонсо атакував Петрова, машини торкнулися, Фернандо вийшов вперед, а Віталій повільно поїхав у бокси через прокол правого переднього колеса. На 56-му колі Карун Чандхок зупинив машину в боксах.
На 57-му колі Віталій Петров проїхав найкраще коло гонки — 1:29.165.
Льюїс Гамільтон виграв гонку, здобувши першу в сезоні і 12-у в кар'єрі перемогу. Дженсон Баттон фінішував другим — команда McLaren заробила на автодромі Істанбул-Парк дубль, Марк Веббер піднявся на третю сходинку подіуму. Команда BMW Sauber і Камуі Кобаясі заробили перші очки в сезоні.

## Класифікація

### Кваліфікація
| Поз      | №  | Пілот             | Констркутор          | Частина 1 | Частина 2 | Частина 3 | Старт |
| -------- | -- | ----------------- | -------------------- | --------- | --------- | --------- | ----- |
| 1        | 6  | Марк Веббер       | Red Bull-Renault     | 1:27.500  | 1:26.818  | 1:26.295  | 1     |
| 2        | 2  | Льюїс Гамільтон   | McLaren-Mercedes     | 1:27.667  | 1:27.013  | 1:26.433  | 2     |
| 3        | 5  | Себастьян Феттель | Red Bull-Renault     | 1:27.067  | 1:26.729  | 1:26.760  | 3     |
| 4        | 1  | Дженсон Баттон    | McLaren-Mercedes     | 1:27.555  | 1:27.277  | 1:26.781  | 4     |
| 5        | 3  | Міхаель Шумахер   | Mercedes             | 1:27.756  | 1:27.438  | 1:26.857  | 5     |
| 6        | 4  | Ніко Росберг      | Mercedes             | 1:27.649  | 1:27.141  | 1:26.952  | 6     |
| 7        | 11 | Роберт Кубіца     | Renault              | 1:27.766  | 1:27.426  | 1:27.039  | 7     |
| 8        | 7  | Феліпе Масса      | Ferrari              | 1:27.993  | 1:27.200  | 1:27.082  | 8     |
| 9        | 12 | Віталій Петров    | Renault              | 1:27.620  | 1:27.387  | 1:27.430  | 9     |
| 10       | 23 | Камуї Кобаясі     | BMW Sauber-Ferrari   | 1:28.158  | 1:27.434  | 1:28.122  | 10    |
| 11       | 14 | Адріан Сутіл      | Force India-Mercedes | 1:27.951  | 1:27.525  |           | 11    |
| 12       | 8  | Фернандо Алонсо   | Ferrari              | 1:27.857  | 1:27.612  |           | 12    |
| 13       | 22 | Педро де ла Роса  | BMW Sauber-Ferrari   | 1:28.147  | 1:27.879  |           | 13    |
| 14       | 16 | Себастьєн Буемі   | Toro Rosso-Ferrari   | 1:28.534  | 1:28.273  |           | 14    |
| 15       | 9  | Рубенс Барікелло  | Williams-Cosworth    | 1:28.336  | 1:28.392  |           | 15    |
| 16       | 17 | Хайме Альгерсуарі | Toro Rosso-Ferrari   | 1:28.460  | 1:28.540  |           | 16    |
| 17       | 10 | Ніко Хюлькенберг  | Williams-Cosworth    | 1:28.227  | 1:28.841  |           | 17    |
| 18       | 15 | Вітантоніо Ліуцці | Force India-Mercedes | 1:28.958  |           |           | 18    |
| 19       | 18 | Ярно Труллі       | Lotus-Cosworth       | 1:30.237  |           |           | 19    |
| 20       | 19 | Хейкі Ковалайнен  | Lotus-Cosworth       | 1:30.519  |           |           | 20    |
| 21       | 24 | Тімо Глок         | Virgin-Cosworth      | 1:30.744  |           |           | 21    |
| 22       | 21 | Бруно Сенна       | HRT-Cosworth         | 1:31.266  |           |           | 22    |
| 23       | 25 | Лукас ді Грассі   | Virgin-Cosworth      | 1:31.989  |           |           | 23    |
| 24       | 20 | Карун Чандхок     | HRT-Cosworth         | 1:32.060  |           |           | 24    |
| Джерело: |    |                   |                      |           |           |           |       |

### Перегони
| Поз  | №  | Пілот             | Конструктор          | Кола | Час/Схід        | Старт | Очки |
| ---- | -- | ----------------- | -------------------- | ---- | --------------- | ----- | ---- |
| 1    | 2  | Льюїс Гамільтон   | McLaren-Mercedes     | 58   | 1:28:47.620     | 2     | 25   |
| 2    | 1  | Дженсон Баттон    | McLaren-Mercedes     | 58   | +2.645          | 4     | 18   |
| 3    | 6  | Марк Веббер       | Red Bull-Renault     | 58   | +24.285         | 1     | 15   |
| 4    | 3  | Міхаель Шумахер   | Mercedes             | 58   | +31.110         | 5     | 12   |
| 5    | 4  | Ніко Росберг      | Mercedes             | 58   | +32.266         | 6     | 10   |
| 6    | 11 | Роберт Кубіца     | Renault              | 58   | +32.824         | 7     | 8    |
| 7    | 7  | Феліпе Масса      | Ferrari              | 58   | +36.635         | 8     | 6    |
| 8    | 8  | Фернандо Алонсо   | Ferrari              | 58   | +46.544         | 12    | 4    |
| 9    | 14 | Адріан Сутіл      | Force India-Mercedes | 58   | +49.029         | 11    | 2    |
| 10   | 23 | Камуї Кобаясі     | BMW Sauber-Ferrari   | 58   | +1:05.650       | 10    | 1    |
| 11   | 22 | Педро де ла Роса  | BMW Sauber-Ferrari   | 58   | +1:05.944       | 13    |      |
| 12   | 17 | Хайме Альгерсуарі | Toro Rosso-Ferrari   | 58   | +1:07.800       | 16    |      |
| 13   | 15 | Вітантоніо Ліуцці | Force India-Mercedes | 57   | +1 коло         | 18    |      |
| 14   | 9  | Рубенс Барікелло  | Williams-Cosworth    | 57   | +1 коло         | 15    |      |
| 15   | 12 | Віталій Петров    | Renault              | 57   | +1 коло         | 9     |      |
| 16   | 16 | Себастьєн Буемі   | Toro Rosso-Ferrari   | 57   | +1 коло         | 14    |      |
| 17   | 10 | Ніко Хюлькенберг  | Williams-Cosworth    | 57   | +1 коло         | 17    |      |
| 18   | 24 | Тімо Глок         | Virgin-Cosworth      | 55   | +3 кола         | 21    |      |
| 19   | 25 | Лукас ді Грассі   | Virgin-Cosworth      | 55   | +3 кола         | 23    |      |
| 20   | 20 | Карун Чандхок     | HRT-Cosworth         | 52   | Паливна система | 24    |      |
| Схід | 21 | Бруно Сенна       | HRT-Cosworth         | 46   | Тиск пального   | 22    |      |
| Схід | 5  | Себастьян Феттель | Red Bull-Renault     | 39   | Аварія          | 3     |      |
| Схід | 19 | Хейкі Ковалайнен  | Lotus-Cosworth       | 33   | Гідравліка      | 20    |      |
| Схід | 18 | Ярно Труллі       | Lotus-Cosworth       | 32   | Гідравліка      | 19    |      |

## Положення в чемпіонаті після Гран-прі
| Поз | Пілот             | Очки |
| --- | ----------------- | ---- |
| 1   | Марк Веббер       | 93   |
| 2   | Дженсон Баттон    | 88   |
| 3   | Льюїс Гамільтон   | 84   |
| 4   | Фернандо Алонсо   | 79   |
| 5   | Себастьян Феттель | 78   |

| Поз | Конструктор      | Очки |
| --- | ---------------- | ---- |
| 1   | McLaren-Mercedes | 172  |
| 2   | Red Bull-Renault | 171  |
| 3   | Ferrari          | 146  |
| 4   | Mercedes         | 100  |
| 5   | Renault          | 73   |

- Примітка: Тільки 5 позицій включені в обидві таблиці.